# TransJakarta
Le TransJakarta est le réseau de transport par bus à haut niveau de service (BHNS) en site propre de Jakarta, la capitale de l'Indonésie, mis en place pour offrir aux habitants de la métropole un moyen de transport en commun rapide et confortable. Avec une population recensée de 10.52 millions (2018) et une population grandissante de 1.41% par an dans une région de 661,52 km2 (2010), Jakarta est devenue une ville réputée pour ses embouteillages à cause de la forte utilisation de véhicules privés. De plus, les transports en commun doivent aussi servir une portion de la population du Greater Jakarta qui correspond au déplacement journalier des habitants de Bogor, Depok, Tangerang et Bekasi au centre de la ville.
Ayant eu pour modèle le TransMilenio de Bogota en Colombie, le TransJakarta a démarré en 2004 et consiste en 14 corridors ou lignes séparées des voies ordinaires. Il est le premier BHNS en Asie du Sud et Asie du Sud-Est. En 2021, il est le plus grand réseau BHNS au monde avec 251,2 km. De nouveaux corridors sont en construction.
Les Jakartanais l'appellent communément "busway" ou "TJ" (prononcé "ti-djé", à l'anglaise).

## Lignes
Il y a actuellement (2021) 13 couloirs en exploitation et 2 en projet :
| Corridor #               | Têtes de ligne                    | Nombre d'arrêts | Ouverture        | BRT Standard |
| ------------------------ | --------------------------------- | --------------- | ---------------- | ------------ |
| TransJakarta Corridor 1  | Kota - Blok M,                    | 23              | 15 janvier 2004  | Silver       |
| TransJakarta Corridor 2  | Pulo Gadung - Monumen Nasional    | 23              | 15 janvier 2006  | Bronze       |
| TransJakarta Corridor 3  | Kalideres - Monumen Nasional      | 14              | 15 janvier 2006  | Bronze       |
| TransJakarta Corridor 4  | Pulo Gadung - Galunggung          | 17              | 27 janvier 2007  | Bronze       |
| TransJakarta Corridor 5  | Ancol - Kampung Melayu            | 18              | 27 janvier 2007  | Bronze       |
| TransJakarta Corridor 6  | Ragunan - Galunggung              | 19              | 27 janvier 2007  | Bronze       |
| TransJakarta Corridor 7  | Kampung Melayu - Kampung Rambutan | 14              | 27 janvier 2007  | Basic BRT    |
| TransJakarta Corridor 8  | Lebak Bulus - Pasar Baru          | 26              | 21 février 2009  | Basic BRT    |
| TransJakarta Corridor 9  | Pluit - Pinang Ranti              | 26              | 31 décembre 2010 | Basic BRT    |
| TransJakarta Corridor 11 | Tanjung Priok - PGC               | 22              | 31 décembre 2010 | Basic BRT    |
| TransJakarta Corridor 11 | Kampung Melayu - Pulo Gebang      | 16              | 28 décembre 2011 | Basic BRT    |
| TransJakarta Corridor 12 | Pluit - Tanjung Priok,            | 26              | 14 février 2013  | Basic BRT    |
| TransJakarta Corridor 13 | Ciledug - Tegal Mampang           | 15              | 16 août 2017     |              |
| TransJakarta Corridor 14 | JIS - Senen Toyota Rangga         | 10              | 2017             |              |
| TransJakarta Corridor 15 |                                   |                 | (en projet)      |              |

Le couloir de la ligne 13 (Tendeanu-Blok M-Ciledug) est différent des autres : long de 9,4 kilomètres, il consiste en une voie surélevée de 9 mètres de large à une hauteur de 18  à   23 mètres au-dessus du sol. Il sera intégré au futur métro de Jakarta le long de la Jalan Sisingamangaraja dans le quartier de Kebayoran Baru.

## Développement de Transjakarta
Avant Transjakarta, certains projets ont été étudiés en 1980 pour créer un système similaire, mais sans grande conclusion à cause du manque de contrôle et de régulations. En novembre 2001, le maire de l’époque a visité Bogota où il lui a été présenté le système Bogota TransMilenio BRT. Par la suite, en 2002, le gouverneur de Jakarta nommé Sutiyoso a décidé d’implanter le corridor 1. En 2003, deux délégations ont visité Bogota et Quito pour s’inspirer des réseaux de transport par bus à haut niveau de service qui y sont développés. Une équipe composée d’agences de transportation, travaux publics, parcs, services utilitaires et de planification a ensuite été formée pour mener à bien le projet. Ainsi, a été créé un service d'autorités publiques qui s’est finalement transformé en une entreprise appartenant au gouvernement, ce qui a permis d’avoir une plus meilleur contrôle et davantage de financement,.
Pour le financement international, les principaux acteurs étaient l'Agence des États-Unis pour le développement international (USAID), la Banque mondiale, le Programme des Nations unies pour l'environnement (UNEP), le Deutsche Gesselschaft fur Internationale Zusammenarbeit (GIZ), la Asian Development Bank (ADB) et l’Institute for Transportation and Development Policy (ITDP).
La première ligne du Tranjakarta BHNS a officiellement ouvert le 15 janvier 2004 et a commencé ses activités commerciales le 1er février 2004 en offrant un réseau de 12.9 km. L’implantation de la première ligne a été réalisée en 9 mois et a coûté moins d’un million de dollars américains du kilomètre. En revanche, due à la rapide implantation, certaines infrastructures ont été sous-développées, ce qui a nécessité des investissements supplémentaires dans l'entretien et autres constructions nécessaires.
Le principe était de faire fonctionner le réseau avec un consortium de plusieurs compagnies d’autobus. Ainsi le corridor 1 était administré par ce consortium et cinq opérateurs d’autobus. Le nom de l’agence s’appelait BP en 2003, puis Unit Pengola Transjakarta Busway (BLU) en 2006 et finalement PT Transportasi Jakarta (BUMD) en 2013. En 2021, il comprend 9 opérateurs d’autobus. Le service s’est développé en suivant le Standard de service minimum ( Standar Pelayanan Minimal / SPM ).
Depuis 2002, Tranjakarta travaille avec l’Institute for Transportation & Development Policy (ITDP) pour développer ses installations. ITDP lui offre une assistance technique, civile et une expertise acquise dans d’autres régions en développement du monde comme Bogota en Colombie et Quito en Équateur. Ainsi, le réseau de transport par bus à haut niveau de service avait déjà pu prouver être un choix adéquat pour la ville de Jakarta compte tenu de sa population à haute densité, une haute utilisation existante des transports publics en autobus et des contraintes financières, soit un portrait similaire aux villes où le système était déjà implanté. Ces caractéristiques permettent un développement économique stable qui ne nécessite pas une participation directe du gouvernement, sauf pour l’appropriation d’espaces routiers. De ce fait, plusieurs facettes des opérations sont gérées par des compagnies privées.
C’est l’utilisation de plusieurs véhicules du petit au grand autobus qui a permis d’instaurer un système efficace qui couvre un grand territoire qui ne comprend pas toujours des passages accessibles aux grands autobus. Une coopération avec des compagnies déjà établies a permis le développement de cette diversification.
Bien que le gouvernement provincial de Jakarta ait eu une grande part à jouer dans la mise en place du BHNS, les investissements sont peu du gouvernement national dans les transports en commun à l’échelle du pays. Cependant, l’implantation de Transjakarta a inspiré celui-ci à créer une nouvelle loi en 2009 qui oblige les autorités gouvernementales à instaurer des moyens de transport en commun confortables et efficaces au sein de ses municipalités.

## Effectifs de Transjakarta
Les premiers autobus instaurés dans le réseau étaient de 12 m (40 pieds) de long avec une cabine simple de 1.8 m (5.9 pieds) de large et d’une large porte de chaque côté. Initialement, le réseau pouvait servir jusqu’à 3250 passagers par heure dans chacune des directions avec 56 autobus comme effectif. Alors que le premier corridor pouvait servir jusqu’à 42 000 passagers par jour, après 6 mois d’opération, la demande était déjà de 49 000 par jour.
En 2021, la flotte de Transjakarta comprend 1853 unités de grand format, 361 de format moyen et 1865 de petit format.
Types d’autobus constituant la flotte:
- Autobus articulés : 288
- Autobus à basse entrée : 290
- Autobus à deux niveaux : 28
- Maxi Bus : 276
- Autobus simple : 971
- Autobus Moyen : 361
- Mikrotrans :1865

Les types d’autobus utilisés dans les BHNS sont les autobus articulés, les autobus simples et les Maxi bus. 870 unités sont utilisées pour ce service. Pour l’année 2019, selon les statistiques de Transjakarta, 151 964 424 personnes ont utilisé les bus à haut niveau de service. Les 13 corridors utilisent au total 55 routes et sont interconnectés à 155 autres,. Il y a maintenant 260 stations pour les BHNS. Ils ont aussi réalisé leur but de servir plus d’un million de passagers le 4 février 2020 avec un nombre exact de 1 006 579 personnes.

### Caractéristiques des véhicules
Il a été prouvé que le service ne sert pas qu’une tranche d’âge, mais tout le monde. Transjakarta est ainsi encouragé à créer des installations qui permettent de servir les personnes âgées ou avec des besoins spéciaux. C’est pourquoi Transjakarta souhaite que chacun de ses véhicules comprenne l’air climatisé, des airs spécifiquement conçus pour les personnes âgées, les femmes enceintes, les personnes à mobilité réduite, des systèmes d’information par rapport aux arrêts et heures et un espace pour les femmes afin qu’elles puissent éviter le harcèlement. Une étude sur cette dernière initiative a été faite auprès de femmes en 2008 et a conclu à une satisfaction et approbation de 90% de celles-ci. Une autre initiative à ce sujet fut lancée le 21 avril 2016 où deux autobus strictement réservés aux femmes ont pris la route sur le corridor 1. Ceux-ci sont identifiables par leur couleur rose et sont exclusivement réservés aux femmes. Le 19 octobre 2016, 10 nouveaux autobus du même genre ont été distribués sur le réseau. Tout comme les espaces réservés aux femmes, ces autobus permettent de sécuriser ces dernières au sujet du muhrim (pratique dans la culture indonésienne qui dicte que des hommes et femmes qui ne sont pas apparentés ou mariés ne peuvent pas se toucher),.

## Utilisation du service
Le public utilisant les transports en commun a accueilli l’ouverture du service de façon positive pour le temps qu'il permettait de gagner. Pour le premier corridor, c’est jusqu’à 59 minutes que les passagers pouvaient épargner. Cependant, la séparation entre la ligne d’autobus et celles du trafic régulier a diminué la capacité de ces dernières de 20 à 25%, ce qui n’a pas plu aux conducteurs d’automobile, car les embouteillages y ont augmenté considérablement. Cela a fait en sorte que plusieurs conducteurs de véhicules privés ont changé leurs habitudes pour utiliser Transjakarta. Chiffres à l’appui, à l’ouverture du service, 14% des utilisateurs de véhicule privé sont passés au BHNS pendant les 4 premiers mois. De plus, cette catégorie d’utilisateur représentait 20% des passagers après seulement 1 mois.
Parmi les défis à relever, en plus de l’utilisation croissante du service, la qualité du service et le confort ont toujours été considérés comme problématiques. C’était particulièrement le cas en 2013 quand la quantité de passagers a commencé à diminuer dû au service qui n’était pas optimal. Selon une étude faite en 2020, les autres champs problématiques sont le temps d’arrivée et les intervalles entre les autobus, la qualité des installations aux arrêts et une exclusivité fonctionnelle des voies réservées au BHNS.
La satisfaction du service, sa valeur, sa qualité, la compétition et la confiance sont alors des éléments à évaluer en priorité par l’entreprise. Il a été prouvé qu’il y a une corrélation entre le confort d’un service et le développement de celui-ci, entre autres par le bouche-à-oreille qui encourage la population à utiliser le service. Ceci est particulièrement pertinent quand on considère la facilité avec laquelle les Indonésiens peuvent s'acheter un véhicule privé, automobile ou motocyclette. Ainsi, en améliorant ces éléments de la compagnie, cela permet d’augmenter la quantité d’utilisateurs et du fait même, le revenu.
Avant l’insertion de Transjakarta, les chauffeurs d’autobus avaient l’habitude de prendre les passagers n’importe où sans arrêt spécifique. Cette méthode rendait difficile la gestion du temps et des effectifs. Ainsi, l’installation d’arrêts déterminés a aidé à améliorer le service.

## Méthode de paiement
Le système utilise comme méthode de paiement une carte magnétique qui est rechargée aux stations. Selon une étude réalisée en 2020, une grande majorité des utilisateurs sont satisfaits de ce système, mais certains s’inquiètent par rapport aux personnes âgées qui ont de la misère à comprendre le fonctionnement des cartes et de leurs recharges.
Le prix est de 3500 roupies (30 cents américaines) incluant les transferts. 15 catégories de personne peuvent utiliser le service gratuitement comprenant entre autres des membres du gouvernement provincial, des retraités et étudiants. Il n’y a pas de forfaits hebdomadaires ou mensuels, mais le tarif est toujours le même, peu importe l’endroit ou la durée du trajet. Transjakarta a aussi inséré dans son service celui du programme intermodal JakLingko en 2018. L’utilisation de ces services comporte une tarification différente. Pour chaque période de 3 heures, les frais sont de 5000 roupies (0.35 cent américaine). L’implantation du système de paiement a été difficile au début à cause d’un manque de contrôle et une adaptation nécessaire de la population.

## Objectifs futurs
Transjakarta souhaite moderniser ses installations que ce soit par rapport à leur flotte ou aux stations. Ils souhaitent aussi pouvoir intégrer plus de services de transport en commun tel le métro ou autres services d’autobus afin d’offrir un meilleur service et couvrir une plus vaste région. En 2021, la seule station ayant une connexion directe avec le métro de Jakarta (MRT) est Bundaran HI Station. De plus, l’intégration de ces autres services va permettre de les soumettre aux services standards minimums de Transjakarta, ce qui améliorera leurs services. Selon le site d’ITDP Indonesia, l’accessibilité est aussi au cœur de leurs préoccupations. Ils voudraient bonifier leurs installations à l’aide de passages à niveau, ponts piétonniers, ascenseurs et trottoirs. Quant à la zone couverte, Transjakarta ajoute approximativement 10 routes par mois en 2021, selon leur site officiel.
Par rapport aux questions environnementales, la grande population de Jakarta et la quantité d’automobiles dans la ville causent énormément de pollution qui est devenue un enjeu préoccupant. Selon le directeur général du KPBB, Ahmad Safrudin, 13% de la pollution de Jakarta provient de ses autobus. La création de Transjakarta a tout de même permis de réduire la pollution grâce aux automobilistes qui ont décidé d’utiliser le transport en commun plutôt que leur propre véhicule. La compagnie a aussi comme projet d’augmenter considérablement sa flotte avec 10 000 nouveaux autobus électriques d’ici 2030, ce qui représenterait 83% des autobus. D’ici là, ils souhaitent atteindre le 50% d’ici 2025. Cependant, malgré le développement du transport en commun à Jakarta et la hausse du nombre d’utilisateurs, il a quand même été recensé qu’en moyenne 463 automobiles et 1304 motocyclettes se rajoutent sur les routes de Jakarta tous les jours.

### Influence en Indonésie
Le projet de Jakarta a aussi influencé le gouvernement indonésien à développer d’autres réseaux de transport par bus à haut niveau de service dans d’autres villes de l’archipel pour lesquelles l’équipe travaillant sur Transjakarta est sollicitée pour son expertise. Ces autres localités sont Batam, Bogor, Yogyakarta, Bandung, Pekanbaru, Manado et Palembang. Cependant, ces villes n’ont pas autant d’appuis techniques et financiers qu’à Jakarta. Il semble que ce soit parce qu’il n’y a pas assez d’expertise locale, ce qui décourage les investisseurs.
Bandung, semblant être l’un des projets de BHNS les plus prometteurs en Indonésie, veut s’inspirer de Transjakarta pour relier ses réseaux de transport en commun préexistant. On y planifie 13 corridors.
En revanche, toutes les villes d’Indonésie ne peuvent se permettre d’implanter un système BHNS. Par exemple, après avoir fait une étude de faisabilité, la ville de Surabaya qui souhaitait créer un projet similaire a conclu qu'il n’était pas approprié à ses rues sinueuses et à sa géographie.

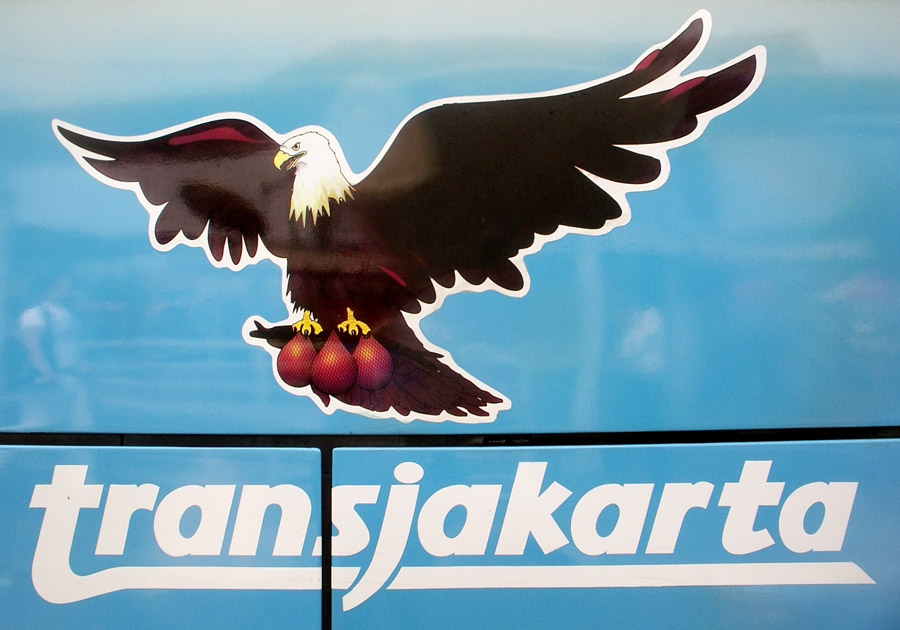
L'ancien logo
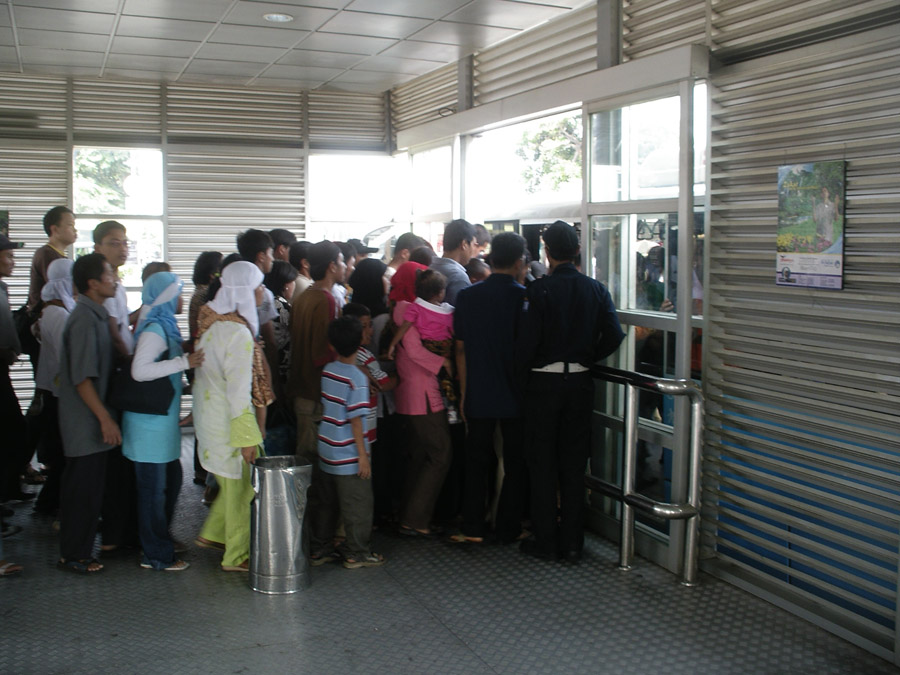
Embarquement de passagers
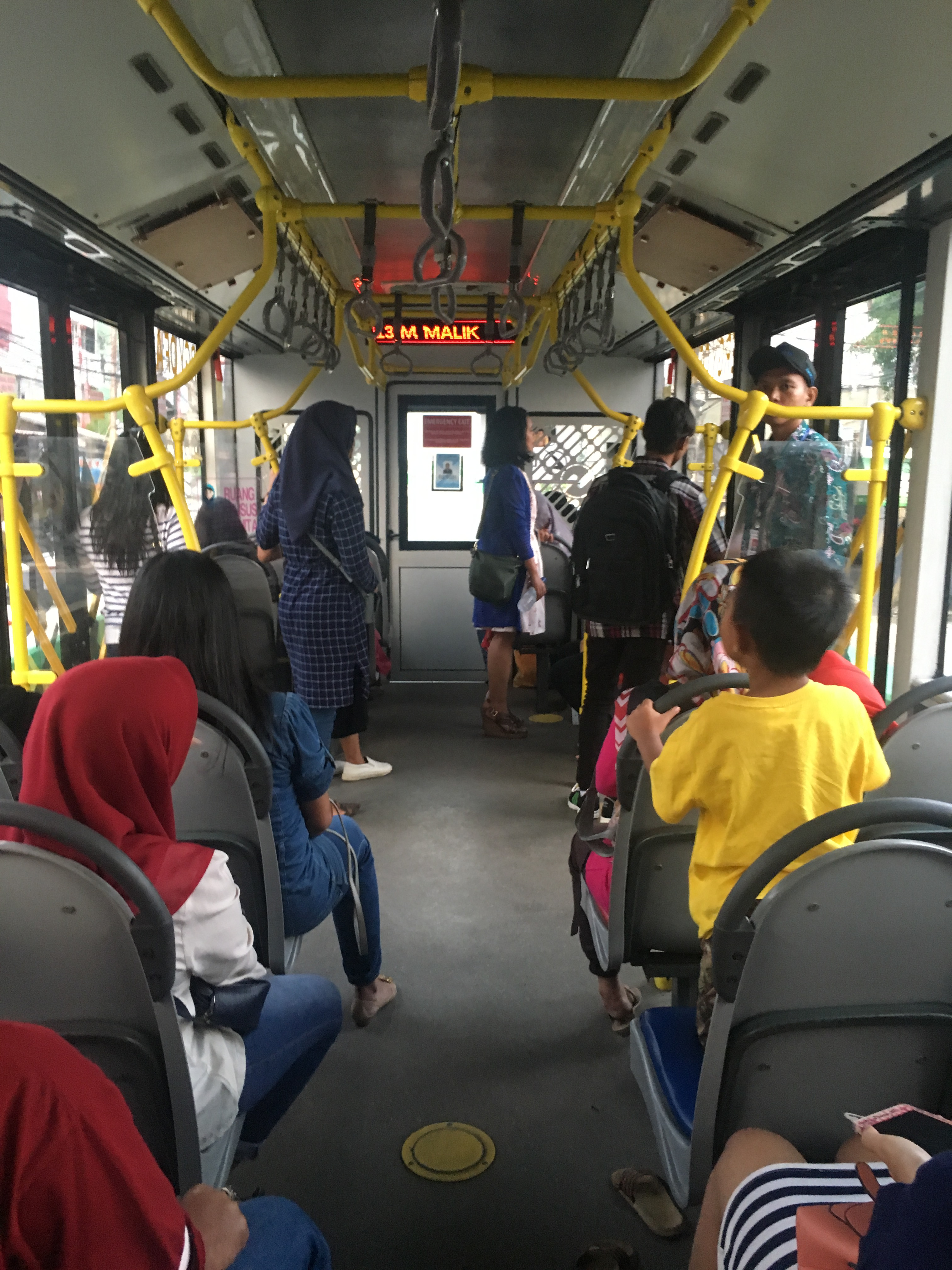
À l'intérieur d'un bus
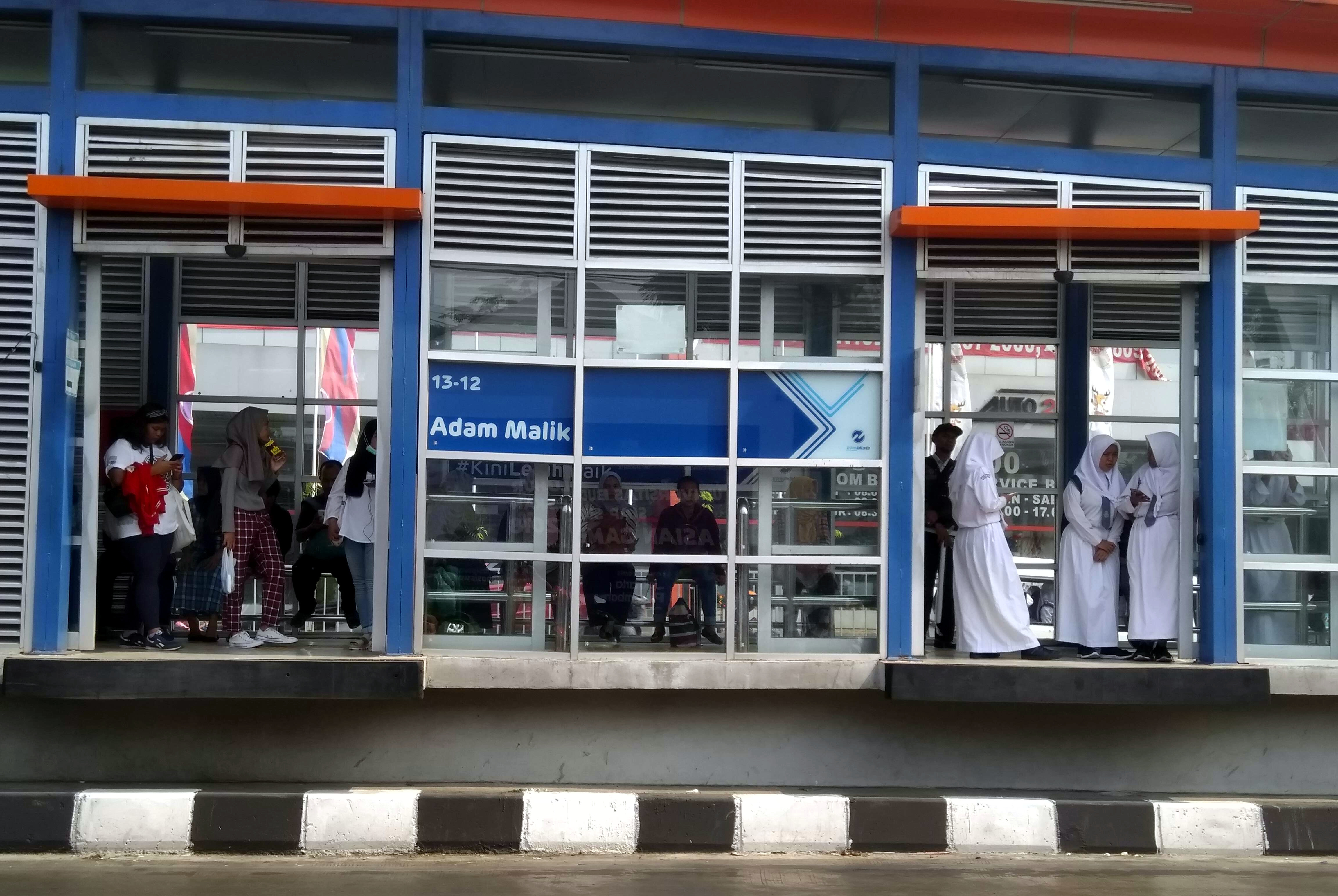
Abri près de la gare de Adam Malik
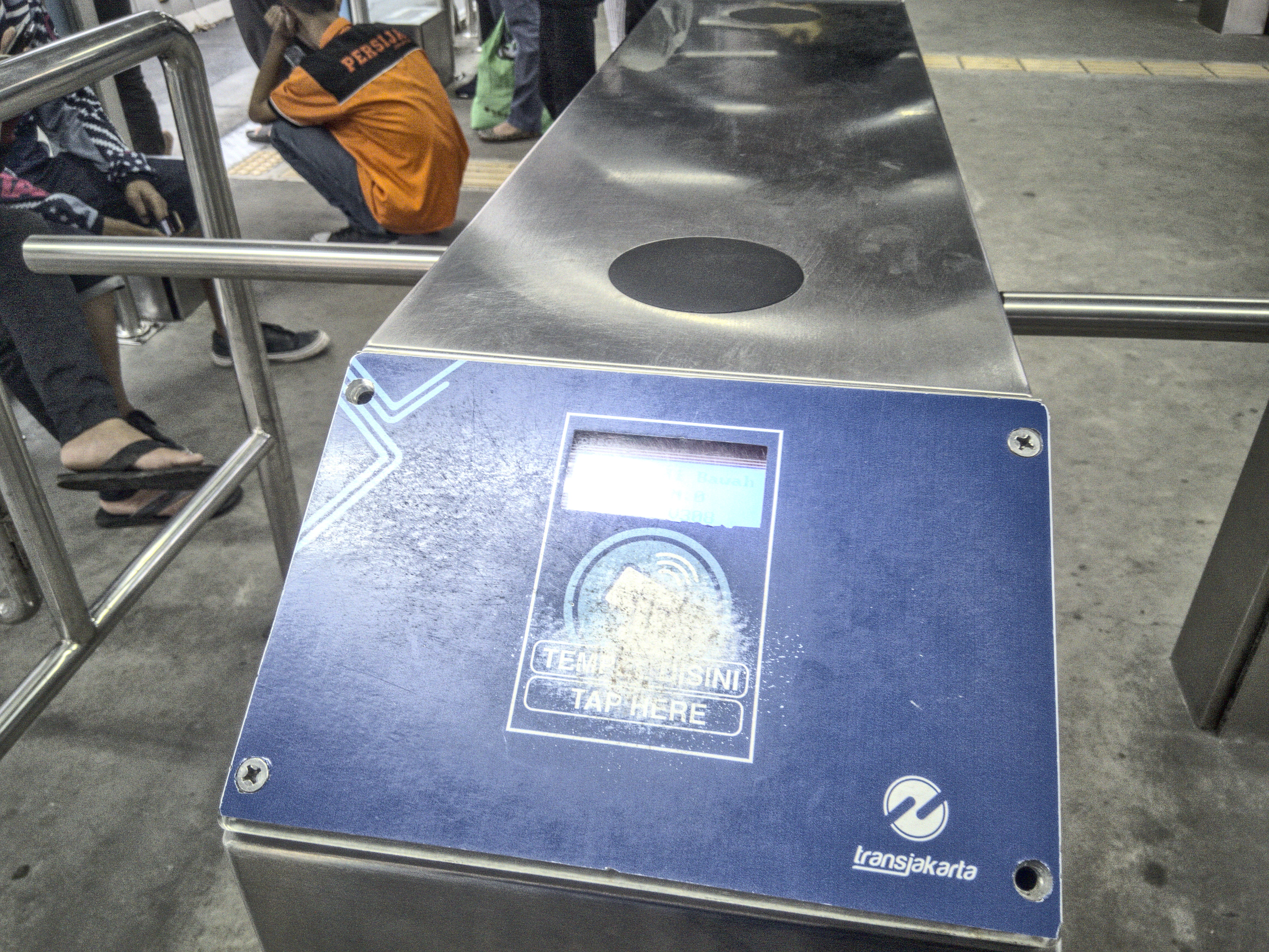
Portillon d'accès